# IC 136
IC 136 — галактика типу GxyP (частина галактики) у сузір'ї Трикутник.
Цей об'єкт міститься в оригінальній редакції індексного каталогу.